# Burg Auma
Die Burg Auma ist eine abgegangene Spornburg direkt östlich der Liebfrauenkirche im Ortsteil Auma im Landkreis Greiz in Thüringen.
Die Burg existierte bereits im 13. Jahrhundert, denn 1248 wird ein Albert von Auma urkundlich erwähnt. Es sind jedoch keine baulichen Reste an Ort und Stelle mehr vorhanden.

## Geschichte
Die Anlage gehörte wohl den benachbarten Grafen von Arnshaugk und ging im Erbgang an die Landgrafen von Thüringen, als deren Besitz sie 1328 bestätigt wurde. Diese belehnten die Reußen von Plauen mit Burg und Herrschaft. 1485 übernahm die albertinische Linie der Wettiner Burg und Ort, aber nur von 1554 bis 1567. Dann war sie in den Händen der Ernestiner. 1815 erwarb das Großherzogtum Sachsen-Weimar-Eisenach Auma.

## Zustand des Standortes der Burg
Von der ehemaligen Burg sind keine sichtbaren Reste am Standort des Felssporns vorhanden. Sie stand auf einem 8 × 10 Meter großen Areal mit einem Wohnturm und auf der Westseite mit einem Wohngebäude. Ein Portal und weitere Bauteile sind an anderer Stelle in dem noch vorhandenen Pfarrhaus verbaut worden. Kleine Wehrtürme im Nordwesten und beim Zugang sowie ein Zwinger mit einem Halsgraben sicherten die kleine Anlage. Sie fungierte zum Schutz des Ortes und der Handelswege von Nord nach Süd und Ost nach West an einer Furt des gleichnamigen Flüsschens.